# Przemysław Rotengruber
Przemysław Rotengruber (ur. 1966)  – polski filozof, doktor habilitowany nauk humanistycznych, profesor Uniwersytetu im. Adama Mickiewicza w Poznaniu.

## Życiorys
8 czerwca 1998 obronił pracę doktorską Postulat "dialogu" jako warunku dyskursu ponowoczesnego, 28 czerwca 2012 habilitował się na podstawie oceny dorobku naukowego oraz monografii naukowej zatytułowanej Dialogowe podstawy etyki gospodarczej.  Został zatrudniony na stanowisku profesora uczelni w Instytucie Kulturoznawstwa na Wydziale Antropologii i Kulturoznawstwa Uniwersytetu im. Adama Mickiewicza w Poznaniu.

## Publikacje książkowe
- 2000: Ideologia, anarchia, etyka : dyskurs ponowoczesny a "dialog". Humaniora, Poznań
- 2006: Perspektywy społecznego porozumienia. Pragmatyka dyskursu władzy. Wyd. UAM, Poznań
- 2011: Dialogowe podstawy etyki gospodarczej. Wyd. UAM. Poznań
- 2018: Państwo, region, debata publiczna. Dylematy integracyjne i rozwojowe wspólnoty lubuskiej
- 2019: Dialogical Foundations of Business Ethics. LIT-Verlag. Wirtschaft: Forschung und Wissenschaft
- 2021: Cultural Course Correction or Back to the Past? Kontekst Scientific Publisher, Poznań
- 2022: In the Maze of Culture. Poznań, Kontekst Scientific Publisher, Poznań